# Lebbeus
Lebbeus – rodzaj krewetek z rodziny Hippolytidae. Prawa do nazwania niektórych gatunków zostały sprzedane na aukcji (np. Lebbeus clarehanna – nazwa została zakupiona przez gracza NBA Luca Longley'a na aukcji w eBay i nadana na cześć jego córki Clare Hanny Longley, jako prezent urodzinowy).